# Bhilwara (stad)
Bhilwara is een nagar panchayat (plaats) in het district Bhilwara van de Indiase staat Rajasthan. 

## Demografie
Volgens de Indiase volkstelling van 2001 wonen er 280.185 mensen in Bhilwara, waarvan 53% mannelijk en 47% vrouwelijk is. De plaats heeft een alfabetiseringsgraad van 65%. 